# 诺伊费尔登
诺伊费尔登是奥地利上奥地利州罗尔巴赫县的一个市镇。总面积10平方公里，总人口1325人，人口密度132.5人/平方公里（2005年）。